# Reason in Decline
Reason in Decline — пятый студийный альбом американской инди-рок группы Archers of Loaf из Северной Каролины (Чапел-Хилл). Он был выпущен 21 октября 2022 года на лейбле Merge. Это был их первый альбом за 24 года. В поддержку альбома группа провела тур по Северной Америке. Первым синглом стал «In the Surface Noise».

## История
Эрик Бахманн написал много песен во время локдауна пандемии COVID-19. «Screaming Undercover» критикует капитализм. «Aimee» — дань уважения давним отношениям.

## Отзывы
| Оценки критиков  | Оценки критиков |
| Источник         | Оценка          |
| ---------------- | --------------- |
| AllMusic         | [ 1 ]           |
| Pitchfork        | 7.7/10          |
| Record Collector | [ 12 ]          |
| Uncut            | 8/10            |

Reason in Decline получил положительные отзывы от музыкальных критиков. Критик AllMusic Марк Деминг оценил альбом на 4 из 5 и назвал альбом «смелым, убедительным и удивительно трогательным набором песен».
Pitchfork отметил, что «давние поклонники могут удивиться тому, насколько чисто звучит эта пластинка, как гитары, которые раньше, казалось, рассыпали искры, ударяясь друг о друга, теперь соединяются в узнаваемые гармонии». The Tallahassee Democrat написал, что «Human» «топает, как Лоф старых времён, а обветренный баритон Бахманна поднимается из мош-питов». Chicago Reader высказал мнение, что Reason in Decline — «идеальное продолжение (и фактически компаньон) зрелого песенного творчества White Trash Heroes». Record Collector назвал его «роком с двумя гитарами, визжащими и бьющими по барабанам».

## Список композиций
Слова и музыка всех песен — Archers of Loaf.
| №                   | Название                   | Длительность |
| ------------------- | -------------------------- | ------------ |
| 1.                  | «Human»                    | 2:58         |
| 2.                  | «Saturation and Light»     | 3:03         |
| 3.                  | «Screaming Undercover»     | 2:55         |
| 4.                  | «Mama Was a War Profiteer» | 3:55         |
| 5.                  | «Aimee»                    | 3:16         |
| 6.                  | «In the Surface Noise»     | 4:22         |
| 7.                  | «Breaking Even»            | 4:13         |
| 8.                  | «Misinformation Age»       | 2:27         |
| 9.                  | «The Moment You End»       | 2:55         |
| 10.                 | «War Is Wide Open»         | 5:13         |
| Общая длительность: | Общая длительность:        | 35:17        |